# Eksonym og endonym
Et eksonym (fra græsk: ἔξω (tr. exo), dansk: ud eller græsk: ξένος- (tr. Xenos), dansk: fremmed og græsk: ὄνομα (tr. ónoma), dansk: navn) er et stednavn eller demonym på et andet sprog end det, der tales af indbyggerne på stedet.
Et endonym (fra græsk: ἔνδον (tr. éndon), dansk: indenfor eller græsk: αὐτο-, (tr. auto-), dansk: selv og græsk: ὄνομα, (tr. ónoma), dansk: navn) eller autonym er modsat et eksonym stednavnet eller demonymet på sproget, der tales af indbyggerne på stedet.
Eksempel: Allemagne, Germany og Tyskland er eksonymer, mens Deutschland er endonym. Alle navne betegner det samme land.
På dansk anvendes både eksonymer og endonymer for navne på andre lande, Tyskland er allerede nævnt. Storbritannien, Frankrig og Japan er andre eksonymer. Samtidig bruger vi også mange endonymer, især på større og mindre byer. For eksempel bruger vi endonymet München på dansk, mens man på engelsk bruger eksonymet Munich for den samme by.
I omtalen af befolkninger anses nogle eksonymer for at være stødende. Det gælder blandt andet lapper, der nu betegnes med endonymet samer, og sigøjnere, der i dag betegnes med endonymet romaer.